# Colostygia exceptata
Colostygia exceptata là một loài bướm đêm trong họ Geometridae.